# Amazone B
Amazone B est une jument spécialiste du trot attelé, née en 1924. Elle succéda à Uranie en tant que jument star du trot français, gagnant notamment deux Prix d'Amérique.

## Naissance et élevage
Née en 1924 (l'année des C pour les trotteurs français), Amazone B est la fille du champion français Passeport et de la jument américaine Anna Maloney, que l'éleveur Théo Vanlandeghem importa de Belgique en 1921. Elle n'est donc pas, de ce fait, inscrite sur le stud-book du Trotteur français.

## Performances
Amazone B remporte 54 courses sur les 131 auxquelles elle participe.
Principales victoires :
- Prix d'Amérique 1930 (Vincennes, 200 000 fr), 1933 (200 000 fr)
- Prix de Copenhague 1931 (Vincennes, 75 000 fr)
- Prix d'Italie 1931 (Vincennes, 75 000 fr)
- Prix de Belgique 1929 (Vincennes, 60 000 fr)
- Prix d'Europe 1931 (Enghien, 60 000 fr), 1932 (50 000 fr)
- Prix Lavater 1928 (Vincennes, 50 000 fr)
- Prix de Marseille 1932 (Vincennes, 50 000 fr), 1933 (50 000 fr)
- Prix Charles Tiercelin 1928 (Vincennes, 40 000 fr)
- Prix Pierre Plazen 1928 (Vincennes, 40 000 fr)
- Prix Harley 1928 (Vincennes, 40 000 fr)
- Prix de Nantes 1929 (Vincennes, 40 000 fr)
- Prix de Rouen 1929 (Vincennes, 40 000 fr)
- Prix de Versailles 1931 (Vincennes, 40 000 fr), 1932 (40 000 fr)
- Prix d'Angleterre 1931 (Vincennes, 40 000 fr)
- Prix de Tokio 1931 (Enghien, 40 000 fr)
- Prix de Prix de Buenos-Aires 1931 (Enghien, 40 000 fr), 1932 (30 000 fr)
- Prix de Bourges 1934 (Vincennes, 40 000 fr)
- Prix Maurice de Gheest 1928 (Vincennes, 30 000 fr)
- Prix de Saint-Germain 1929 (Vincennes, 30 000 fr)
- Prix Abel Bassigny 1929 (Vincennes, 30 000 fr)
- Prix Louis Tillaye 1929 (Vincennes, 30 000 fr)
- Prix de Pont-l'Évêque 1930 (Vincennes, 30 000 fr)
- Prix de la Garonne 1930 (Vincennes, 30 000 fr)
- Prix de Reims 1933 (Vincennes, 30 000 fr)

Amazone B bat le record de France de trot du kilomètre lancé en août 1931 en 1' 19" 1/10. Elle réalise cinq années de suite, de 1930 à 1934, le record annuel au kilomètre en France.